# حادثه ژانویه ۲۰۱۵ مزرعه امل
رویداد ژانویه ۲۰۱۵ مزرعه الامل، حمله موشکی اسرائیل در منطقه مزرعه الامل (واقع در قنیطره سوریه ، بلندی‌های جولان) بود که در آن ۶ شبه‌نظامی حزب‌الله لبنان (شامل ۲ مقام بلندپایه) و تعدادی سرباز ایرانی که شامل یک سرتیپ سپاه پاسداران بنام محمدعلی الله دادی بود، کشته شدند.
پایگاه اینترنتی روزنامه «البناء» لبنان در مقاله‌ای با عنوان «منطقه بر لبه پرتگاه» به تحلیل این رویداد پرداخته است. بر اساس این تحلیل اسرائیل تلاش دارد، به قیمت پذیرفتن ریسک هم شده جبهه جولان را فعال سازد و از طریق آن به قطعنامه‌ای مشابه قطعنامه ۱۷۰۱ دست یابد.
به نوشته این روزنامه لبنانی، از آنچه گذشت می‌توان دریافت که نخست وزیر اسرائیل در انتخاب گزینه درست همچون رژیمش حیران و سرگردان است، از یک سو نه امیدی به ائتلاف‌های انتخاباتی دارد و نه آرائی که به دست می‌آورد؛ بنابراین برای دست یافتن به این امر تنها «ریسک» باقی می‌ماند تا شاید به بهانه «خطر جنگ» انتخابات را در این رژیم به تعویق اندازد.
یوآو گالانت ژنرال ارتش اسراییل در خصوص زمان حمله تصریح کرد که این زمان اتفاقی و تصادفی نبوده و مرتبط با انتخاباتی است که این کشور پیش رو دارد و آن را از حیث زمانی به سال ۲۰۱۲ تشبیه کرد، زمانی که جنگنده‌های اسراییل پیش از تجاوز به غزه «احمد الجعبری»، از فرماندهان گردان‌های قسام، شاخه نظامی حماس را ترور کردند.

## اسامی کشته شدگان

### حزب‌الله لبنان
- فرمانده محمد عیسی (ابو عیسی الاقلیم)
- جهاد عماد مغنیه (جواد عطوی)
- سید مهدی محمد ناصر الموسوی (سید مسلم)
- سید علی فؤاد حسن (سید امیر)
- سید حسین حسن حسن (ابو زهراء)
- حسین اسماعیل الاشهب (قاسم)

### سپاه پاسداران
- سرتیپ محمدعلی الله‌دادی

## واکنش
- «سامی ابوزهری» سخنگوی حماس گفت: حماس هدف قرار دادن تعدادی از فرماندهان حزب‌الله را محکوم می‌کند و آن را از جمله تلاش‌های بیهوده اسرائیل برای بر هم زدن آرامش منطقه می‌داند.[۲]
- علی لاریجانی در پیامی به سید حسن نصرالله تاکید کرد: این جنایت نفرت‌انگیز، باردیگر همدستی گروه‌های تروریستی و رژیم اشغالگر قدس و خشم آنها از تلألو جنبش حزب‌الله را نشان می‌دهد.[۳]
- مروان فارس نماینده پارلمان لبنان با محکوم کردن این حمله گفت: واکنش حزب‌الله قوی خواهد بود تا اسرائیل از آن درس عبرتی بگیرد مبنی بر اینکه هر تجاوزی به لبنان و سوریه با واکنش مقاومت و ارتش عربی سوریه روبرو خواهد شد.[۴]